# Premis d'Actuació Cívica
Els Premis d'Actuació Cívica són concedits cada any per la Fundació Lluís Carulla. Són sis premis, dotats amb 5.000 euros cadascun, i destinats a fer conèixer i distingir la tasca (generalment poc coneguda, sovint anònima, però exemplar) de persones vivents que sempre han actuat i actuen al servei de la identitat pròpia dels països de llengua catalana, en els diversos àmbits de la vida i de la relació humana, com ara l'ensenyament, els mitjans de comunicació, les ciències, l'art, la cultura popular, la música, el teatre, l'economia, el dret, l'acció social i cívica, etc.

## Premiats
- 1983: Pere Llabrés i Martorell, Montserrat Martí i Bas, Maties Solé i Maseras, Pere Manzanares, Vicent Pitarch i Almela
- 1984: Pau Garsaball, Jordi Sarsanedas, Pere Verdaguer, Matilde Salvador i Segarra, Josep Tarrés i Fontan, Josep Miquel Vidal i Hernández
- 1985: Osvald Cardona i Roig, Josep Deloncle, Francesc Pérez Moragón, Rafael Caria, Jordi Mir i Parache, Ramon Pujol i Alsina
- 1986: Joan Pelegrí i Partegàs, Miquel Fullana i Llompart, Josep Iglésies i Fort, Josep Guia i Marín, Martí Olaya i Galceran, Pere Ribot i Sunyer
- 1987: Bartomeu Costa i Amic, Manuel Cubeles i Solé, Josep Pedreira i Fernández, Francesc Català i Duran, Ermengol Passola i Badia, Carme Serrallonga i Calafell
- 1988: Joan Amorós i Pla, Gaspar Jaén i Urban, Jesús Massip i Fonollosa, Ramon Gual i Casals, Josi Llorens i Martí de Martínez de Foix, Nemesi Solà i Franquesa
- 1989: Empar Buxadé de Noguer, Enric Gual i Caba, Manuel Saderra i Puigferrer, Centre de Llorenç del Penedès, Climent Garau Arbona, Joaquim Monclús i Esteban, Joan Torrent i Fàbregas
- 1990: Ramon Amigó Anglès, Josep Ibáñez i Senserrich, Miquela Valls i Robinson, Isabel Arqué i Gironès, Josep Riera i Rubio, Pere Xamena i Fiol
- 1991: Josep Amengual i Batle, Pau Barceló i Faix, Jaume Font i Marí-Martí, Cebrià Baraut i Obiols, Martí Boada i Juncà, August Panyella i Gómez
- 1992: Joan Bellmunt i Figueras, Lluís Millà i Reig, Néstor Novell i Sanxo, Margarida de Descatllar, Llucià Navarro i Rodón, Benet Ribas i Fugarolas
- 1993: Avel·lí Ibàñez i Sensarrich, Feliu Matamala i Teixidor, Damià Pons Pons, Laura Manaut i Ribera, Josep Oriol Panyella i Cortès, Josep Vinyet i Estebanell
- 1994: Lluís Almoyner i Juncà, Jordi Cots i Moner, Josep Antoni Pons i Roca, Teresa Aubach i Guiu, Narcís Duran, Josep Maria Vidal i Aunós
- 1995: Joan Blanquer i Panadès, Joan Pere Le Bihan, Carme Miquel i Diego, Maur Maria Boix i Selva, Eusebi Majós i Pont, Gumersind Vilagran i Roqué
- 1996: Mari Pepa Brustenga i Echauri, Joan Escolar i Pujolar, Miquel Mayol i Raynal, Josep Dalmau i Olivé, Josep Maria Marquès i Planagumà, Antoni Soggiu
- 1997: Anna Maria Aguiló i Sabadell, Paquita Bosch i Capó, Josep Maria Magrinyà i Brull, Climent Forner i Escobet, Alà Baylac-Ferrer, Núria Folch i Pi, Manuel García i Messeguer
- 1998: Sam Abrams, Artur Blasco i Giné, Vicent M. Cardona i Puig, Joan Guasch i Cantí, Lluís Virgili i Ferrà, Gemma Romanyà i Valls
- 1999: Vicent Gonzálbez Montoro, Manuel Lladonosa i Vall-Llebrera, Josep Tremoleda i Roca, Aureli Argemí i Roca, Salut Camps i Russinés, Joan Miquel Touron, Lluís Martí i Bosch
- 2000: Rafael Poveda i Bernabé, Josep Lluís Bausset i Císcar, Pere Català i Roca, Joan Llort i Badies, Maria Teresa Piquer i Biarnès, Jaume Ros i Serra.
- 2001: Josep Ruaix i Vinyet, Oriol Casassas i Simó, Francesc Moll i Marquès, Dolors Solà i Oms, Josep Maria Domènech i Fargas, Enric Solà i Palerm
- 2002: Àngel Alonso Herrera, Gabriel Barceló i Bover, Teresa Clota i Pallàs, Enric Larreula, Enric Puig i Jofra, Josep Calassanç Serra i Puig
- 2003: Jaume Arnella i París, Antoni Carreras i Casanovas, Joaquim Maluquer i Sostres, Pere Artís i Benach, Josep Galan i Castany, Antoni Pérez i Gil.
- 2004: Xavier Pedrós i Cortasa, Josep Cruells i Rodellas, sor Genoveva Masip i Torner, Josep Jané i Periu, Albert Palacín i Artiga, Manuel Clariana i Regàs.
- 2005: Joan Cervera i Batariu, Encarnació Coca i Costa, Carmela Frulio, Rafael Gomà i Fontanet, Pepa Llidó i Mengual, Josefina Salord i Ripoll.
- 2006: Manuel Cervera i Fita, Ramon Folch i Camarasa, Salvador Signes i Chover, Josep Cruanyes i Tor, Armand Samsó i Gaixet, Mercè Teodoro i Peris.
- 2007: Marifé Arroyo La mestra, Carles Coll, Daniela Grau, Joan Francesc López Casasnovas, Jordi Úbeda i Bauló, Gabriel Xammar i Sala.[1]
- 2008: Maria Teresa Giménez i Morell, Josep Lloret i Colell, Carme Sureda i Bosch, Agustí Agulló i Marcos, Empar Granell i Tormos i Antoni Martinelli.
- 2009: Joan Casals i Clotet, Josep Francesc Chaqués i Noverques, Joan Guasp i Vidal, Rosa Maria Garriga i Llorente, Xavier Morgades i Vallès, Josep Clos i Margarida Roca.
- 2010: Enric Frigola i Viñas, Lluís Subirana i Rebolloso, Magdalena González i Crespí, Joan Melià i Garí, Carles Subiela i Ibáñez, Pasqual Mel·lai.
- 2011: Paco Muñoz, Joan S. Beltran i Cavaller, Lluís Pagès Marigot, Joaquim Arenas i Sampera, Maria Antònia Canals i Tolosa, Miquel Esquirol i Clavero.
- 2012: Quim Curbet, Josep Maria Escribà, Maria Dolors Barceló Castellnou, Dolors Ibáñez, Maria Zapater Labrador, Carme Belenguer i Alepuz.
- 2013: Pilar Benejam, Pep Gimeno, Daniel José Queraltó, Margalida Orfila Pons, Guido Sari, Dolors Solà i Oms.
- 2014: Ester Bonal i Sarró, Irene Coghene, Montserrat Fontané, Rosa Serrano i Llàcer, Emigdi Subirats i Sebastià, Tomeu Martí i Florit.[2]
- 2015: Montserrat Cadevall i Vigués, Miquel Costa i Costa, Artur Quintana i Font, Ferran Rella i Foro, Vicent Olmos i Tamarit, Mireia Montané i Tuca.
- 2016:[3] Laia Serrano Biosca, Martí Teixidó i Planas, Mohamed El Amrani, Felip Munar i Munar, Filo Farré Anguerai Ramon Faura i Labat